# عبد القادر حيدرة
عبد القادر حيدرة (وُلد في تمبكتو عام 1964). هو مدير مكتبة ماما حيدرة التذكارية، التي أسسها من مجموعة المخطوطات التي ورثها من والده ماما حيدرة؛ يعمل أمين مكتبة وأرشيف، ويحرص على إنشاء مكتبات خاصة لحفظ مجموعات المخطوطات الإسلامية التي تحتفظ بها العائلات الدينية المختلفة في تمبكتو؛ كان له دور بارز في الحفاظ على مخطوطات غرب أفريقيا الإسلامية والعربية من هجمات القاعدة في بلاد المغرب الإسلامي.

## السيرة الذاتية
ولد عبد القادر حيدرة في تمبكتو سنة 1964. وقد قامت عائلة حيدرة بجمع المخطوطات منذ القرن السادس عشر. والد عبد القادر حيدرة هو محمد حيدرة وهو عالم إسلامي. وقد حصل على العديد من المخطوطات أثناء رحلاته في أفريقيا، وأهداها إلى معهد أحمد بابا للدراسات والبحوث الإسلامية المتقدمة.
في عام 1981 تُوفي محمد حيدرة، وكان عمر عبد القادر حيدرة 17 عامًا. وعلى الرغم من كثرة إخوته وأخواته، فقد ورث مجموعة العائلة من المخطوطات. وبعد سنوات قليلة تم تجنيده من قبل مدير معهد الدراسات والبحوث الإسلامية العليا أحمد بابا، فتخلى عن دراسته في التجارة وبدأ بحثه في المخطوطات القديمة.
وفي السنوات التالية، زار عبد القادر حيدرة قرى في مالي بحثًا عن آلاف المخطوطات المخفية بعد الغزو قاعدة المغرب لمدينة تمبكتو. ويبدأ هذا العمل الإحصائي بزيارة العائلات الرائدة في تمبكتو، ثم يمتد إلى المدن والقرى الواقعة جنوب الصحراء الكبرى. سيرًا على الأقدام، أو على ظهر الجمل، أو بالقارب، يلتقي عبد القادر حيدرة بالعديد من رؤساء القرى. غالبًا ما يتم استقباله بالشك، حيث إن الوثائق التي يبحث عنها كانت جزءًا من تذكارات العائلة لعدة قرون. ويجب عليه بعد ذلك أن يشرح منهجه في الحفظ والأرشفة. في كثير من الأحيان يتعين عليه التفاوض بشأن شراء أو مقايضة هذه المستندات.
في عام 1993، أنشأ عبد القادر حيدرة مشروعه الخاص ليكرس نفسه لمكتبة العائلة. أسس مع مديري المكتبات الخاصة مؤسسة سافما-دي سي آي، التي تهدف إلى حماية المخطوطات الإسلامية وترويجها.
وفي عام 1996، عرض مسؤولون بالحكومة الليبية شراء مجموعته ونقلها إلى طرابلس. وقد رفض عبد القادر حيدرة. وفي العام نفسه، قدمت مؤسسة فورد منحة قدرها 600 ألف دولار لمؤسسة سافاما-دي سي آي. استخدم الأموال لبناء مكتبتين جديدتين في تمبكتو، بالإضافة إلى تجديد مكتبة ماما حيدرة. تحتوي هذه المكتبة على مجموعة مخطوطات عائلة حيدرة.
في عام 1997، أخرج هنري لويس جيتس جونيور، وهو أستاذ بجامعة هارفارد، مسلسلًا تلفزيونيًّا عن التاريخ الأفريقي. يلتقيه عبد القادر حيدرة ويعرض عليه مخطوطاته. وعد هنري لويس جيتس بمساعدته في حملته لجمع التبرعات. وبفضل دعم الأسنتذ جيتس، قررت مؤسسة أندرو ميلون تمويل أبحاث عبد القادر حيدرة.
في إبريل/نيسان 2012، غزت قوات تنظيم القاعدة في بلاد المغرب الإسلامي شمال مالي. وكان سكان مدينة تمبكتو مهددين حيث طالب أفراد القاعدة بالمخطوطات. خشي عبد القادر حيدرة على سلامة المخطوطات، لأنها تصف في كثير من الأحيان تاريخ الإسلام في مالي والأندلس وشمال أفريقيا، واعتبر المخطوطات مُهمةً جدًّا. وبمساعدة أفراد الأسرة وموظفي المكتبة ومرشدي الرحلات، قام أولًا بإنشاء شبكة لإخفاء المخطوطات في صناديق معدنية.
وفي مايو/أيار 2013، غادر عبد القادر حيدرة تمبكتو متوجهاً إلى باماكو. وبمساعدة مالية من المنظمات غير الحكومية، نظم نقل المخطوطات من تمبكتو إلى باماكو. بين أيلول 2013 وكانون الثاني 2014، تم إخلاء أكثر من ألفي صندوق تحتوي على ما يقرب من 278000 صفحة من المخطوطات؛ ويُحتمل أن أفراد القاعدة دمّروا بعض المخطوطات لكنه أنقذ الأغلبية.

## الجوائز والأوسمة
- 2012: دكتوراه فخرية في الآداب والعلوم الإنسانية من مدرسة المعلمين العليا في ليون[11]
- 2014: جائزة أفريقيا الألمانية [الإنجليزية] [12]

## طالع أيضًا
- مخطوطات تمبكتو
- مكتبة ماما حيدرة التذكارية

## روابط خارجية
- مكتبة ماما حيدرة
- ظهرت تمبكتو مرة أخرى على الخريطة